# Маријес
Маријес (грч. Μαριές) је насељено место на острву  Тасос у периферији Источна Македонија и Тракија, Грчка. Према попису из 2021. године било је 96 становника.
Маријес је на попису из 1913. године имало 849 становника. После Другог светског рата на месту сеоског пристаништа је подигнуто насеље Скала Марион, где се део мештана Маријеса преселио.